# اکولید
اکولید (انگلیسی: Accolade) شرکت بازی ویدئویی آمریکایی است، که در سال ۲۰۰۰ تأسیس شد.